# Agnès Jaoui
Agnès Jaoui (ur. 19 października 1964 w Antony koło Paryża) – francuska aktorka, scenarzystka, reżyserka i piosenkarka.
Pochodzi z żydowskiej rodziny z Tunezji. Zasiadała w jury konkursu głównego na 70. MFF w Cannes (2017).

## Kariera piosenkarska
Na początku 2006 roku Agnès Jaoui rozpoczęła karierę piosenkarską. Jej pierwszą płytą był wydany w tym samym roku album Canta zawierający różnorodne utwory z muzyką o korzeniach latynoskich (fado, bossa nova, bolero, flamenco itp.) Na płycie Agnès Jaoui śpiewa wyłącznie po hiszpańsku i portugalsku. Za płytę zdobyła w 2007 roku nagrodę Victoire de la musique w kategorii muzyka świata.

## Wybrana filmografia

### Aktorka
- 1983: Le Faucon – Sandra
- 1987: L'Amoureuse – Agathe
- 1993: Kuchnia i przyległości (Cuisine et dépendances) – Charlotte
- 1996: W rodzinnym sosie (Un air de famille) – Betty
- 1997: Hôtel de France – Mme Bouguereau
- 1997: La Méthode – Cécile
- 1997: Le Déménagement – Claire
- 1997: Le Cousin – Claudine Delvaux
- 1997: Znamy tę piosenkę (On connait la chanson) – Camille Lalande
- 1999: On the Run – Kirstin
- 2000: Une femme d'extérieur – Françoise
- 2000: Gusta i guściki (Gout des autres, Le) – Manie
- 2002: 24 godziny z życia kobiety (24 heures de la vie d'une femme) – Marie Collins Brown
- 2004: Rola życia (Rôle de sa vie, Le)
- 2004: Popatrz na mnie (Comme une image) – Sylvia
- 2005: La Maison de Nina – Nina
- 2008: Opowiedz mi o deszczu (Parlez-moi de la pluie)
- 2022: Yuku i magiczny kwiat (Yuku et la fleur de l'Himalaya)

### Reżyser
- 2000: Gusta i guściki (Gout des autres, Le)
- 2004: Popatrz na mnie (Comme une image)
- 2008: Opowiedz mi o deszczu (Parlez-moi de la pluie)

### Scenarzystka
- 1993: Kuchnia i przyległości (Cuisine et dépendances)
- 1993: Palić/Nie palić (Smoking/No Smoking)
- 1996: W rodzinnym sosie (Un air de famille)
- 1997: Znamy tę piosenkę (On connait la chanson)
- 2000: Gusta i guściki (Le Gout des autres)
- 2004: Popatrz na mnie (Comme une image)
- 2008: Opowiedz mi o deszczu (Parlez-moi de la pluie)